# Pachyagrotis
Pachyagrotis là một chi bướm đêm thuộc họ Noctuidae.

## Loài
- Pachyagrotis tischendorfi (Püngeler, 1925)